# Подкрај (Иг)
Подкрај (словен. Podkraj) је насељено место у општини Иг, Средњесловенска регија, Словенија.

## Историја
До територијалне реорганизације у Словенији био је у саставу града Љубљане, односно старе општине Вич–Рудник. Као самостално насеље Подкрај постоји од 2007. године. Настало је издвајањем дела из насеља Томишељ.

## Становништво
У попису становништва из 2011. године, Подкрај је имао 120 становника.
| Број становника према пописима |
| ------------------------------ |
| 2011                           |
| 120                            |

Напомена: Године 2007. настала издвајањем дела из насеља Томишељ.